# M1074 Joint Assault Bridge
M1074 Joint Assault Bridge (M1074 JAB) – amerykański most czołgowy osadzony na podwoziu czołgu podstawowego M1 Abrams.  

## Historia
M1074 powstał jako tańszy  zarówno w produkcji jak i eksploatacji, odpowiednik mostu czołgowego M104 Wolverine. Dodatkowo miał on zastąpić przestarzale mosty M60 AVLB. M1074 został zaprojektowany przez koncern Leonardo DRS Technologies. Prace nad  opracowaniem prototypu rozpoczęły się w maju 2012 roku. Wówczas przyznało General Dynamics Land Systems (GDLS) i Leonardo DRS kontrakt o wartości 26 milionów dolarów na wybudowanie dwóch prototypów przyszłych mostów Joint Assault Bridge. Pierwsze prototypy oznaczone jako XM1074 JAB dostarczono w 2014 roku. Testy prowadzono do 2016 roku, a po ich zakończeniu prototypy przemianowano na seryjne oznaczenie M1074. W późniejszych latach wóz borykały problemy techniczne, które zostały wykryte w 2018 roku, które skutkowały niewystarczającą gotowością maszyn. W 2019 roku wykryte problemy zostały usunięte, co potwierdziły przeprowadzone na początku 2020 roku próby. 